# Buffalo Bills 2010
La stagione 2010 dei Buffalo Bills è stata la 41ª della franchigia nella National Football League, la 51ª incluse quelle nell'American Football League. Nella prima sotto la direzione del capo-allenatore Chan Gailey la squadra ebbe un record di 4 vittorie e 12 sconfitte, piazzandosi quarta nella AFC East e mancando i playoff per l'undicesimo anno consecutivo.
La squadra iniziò la stagione perdendo tutte le prime otto partite. Dopo la settimana di pausa invece fu molto più competitiva, vincendo 4 gare su 8 restanti. Questa annata vide l'emergere del wide receiver Stevie Johnson, che ricevette 1.073 yard, e del nose tackle Kyle Williams, un All-Pro nel 2010, che si impose come uno dei migliori defensive tackle della lega.

## Roster
| Roster dei Buffalo Bills nel 2010 |
| --- |
| Quarterback - 4 Brian Brohm - 10 Levi Brown - 14 Ryan Fitzpatrick Running Back - 30 Jehuu Caulcrick FB - 25 Quinton Ganther - 22 Fred Jackson - 38 Corey McIntyre FB - 21 C.J. Spiller Wide Receiver - 17 Paul Hubbard - 13 Stevie Johnson - 19 Donald Jones - 86 David Nelson - 18 Naaman Roosevelt Tight End - 82 Mike Caussin - 84 Scott Chandler - 80 David Martin - 88 Jonathan Stupar Offensive Linemen - 77 Demetress Bell T - 74 Colin Brown T - 63 Geoff Hangartner C - 67 Andy Levitre G - 79 Erik Pears T - 76 Chad Rinehart G - 71 Ed Wang T - 70 Eric Wood G - 61 Mansfield Wrotto T Defensive Linemen - 92 Alex Carrington DE - 72 Kellen Heard NT - 91 Spencer Johnson DE - 97 John McCargo DE - 99 Marcus Stroud DE - 96 Torell Troup NT - 95 Kyle Williams NT Linebacker - 50 Akin Ayodele ILB - 94 Mike Balogun ILB - 90 Chris Kelsay OLB - 58 Aaron Maybin OLB - 52 Arthur Moats OLB - 51 Paul Posluszny ILB - 49 Pierre Woods OLB Defensive Back - 31 Jairus Byrd FS - 27 Reggie Corner CB - 33 Jon Corto SS - 29 Drayton Florence CB - 24 Terrence McGee CB - 28 Leodis McKelvin CB - 43 Bryan Scott SS - 20 Donte Whitner SS - 37 George Wilson FS - 26 Ashton Youboty CB Special Team - 9 Rian Lindell K - 8 Brian Moorman P - 65 Garrison Sanborn LS Lista delle riserve - 57 Danny Batten OLB (IR) - 59 Antonio Coleman OLB (IR) - 54 Andra Davis ILB (IR) - 81 Marcus Easley WR (IR) - 98 Dwan Edwards DE (IR) - 56 Keith Ellison ILB (IR) - 83 Lee Evans WR (IR) - 68 Cordaro Howard OT (IR) - 15 Felton Huggins WR (IR) - 55 Shawne Merriman OLB/DE (IR) - 89 Shawn Nelson TE (NF-Ill.) - 11 Roscoe Parrish WR (IR) - 53 Reggie Torbor OLB (IR) - 60 Kraig Urbik G (IR) Squadra di allenamento - 62 Sean Allen C/G - 46 Brett Johnson SS - 45 Jammie Kirlew OLB/DE - 75 Boo Robinson NT - 45 John Russell OLB (Practice squad/Injured) - 66 Jason Watkins OT - 16 Bobby Williams WR - 47 Trae Williams CB - -- Rod Windsor WR |
| Legenda - I rookie sono in corsivo. - Il primo ruolo è il principale mentre gli eventuali successivi indicano i ruoli secondari. - (IR) sta per Injured Reserve ed indica la lista ristretta per un solo giocatore infortunato che può tornare ad allenarsi dopo la settimana 6 e a rientrare in prima squadra dopo che questa ha giocato 8 partite. - (NF-Inj.) / (NF-Ill.) stanno rispettivamente per Non-Football Injured e Non-Football Illness ed indicano le liste dove viene inserito un giocatore che ha un infortunio o una malattia non dipendente dal football americano. - (PUP) sta per Physically Unable to Perform ed indica la lista dove viene inserito un giocatore mentre è in attesa di recuperare la condizione fisica. Nella stagione regolare dopo la sesta partita giocata dalla propria squadra, il giocatore ha tempo tre settimane per riprendere ad allenarsi, più tre settimane aggiuntive dal suo rientro agli allenamenti per rientrare in prima squadra. |

Fonte:

## Calendario
| Stagione regolare |                    |                         |                    |                    |                         |                    |                    |                    |
| Turno             | Data               | Avversario              | Risultato          | Record             | Stadio                  | Sintesi            |                    |                    |
| 1                 | 12 settembre       | Miami Dolphins          | S 10–15            | 0–1                | Ralph Wilson Stadium    | Recap              |                    |                    |
| 2                 | 19 settembre       | at Green Bay Packers    | S 7–34             | 0–2                | Lambeau Field           | Recap              |                    |                    |
| 3                 | 26 settembre       | at New England Patriots | S 30–38            | 0–3                | Gillette Stadium        | Recap              |                    |                    |
| 4                 | 3 ottobre          | New York Jets           | S 14–38            | 0–4                | Ralph Wilson Stadium    | Recap              |                    |                    |
| 5                 | 10 ottobre         | Jacksonville Jaguars    | S 26–36            | 0–5                | Ralph Wilson Stadium    | Recap              |                    |                    |
| 6                 | Settimana di pausa | Settimana di pausa      | Settimana di pausa | Settimana di pausa | Settimana di pausa      | Settimana di pausa | Settimana di pausa | Settimana di pausa |
| 7                 | 24 ottobre         | at Baltimore Ravens     | S 34–37 (DTS)      | 0–6                | M&T Bank Stadium        | Recap              |                    |                    |
| 8                 | 31 ottobre         | at Kansas City Chiefs   | S 10–13 (DTS)      | 0–7                | Arrowhead Stadium       | Recap              |                    |                    |
| 9                 | 7 novembre         | Chicago Bears           | S 19–22            | 0–8                | Rogers Centre (Toronto) | Recap              |                    |                    |
| 10                | 14 novembre        | Detroit Lions           | V 14–12            | 1–8                | Ralph Wilson Stadium    | Recap              |                    |                    |
| 11                | 21 novembre        | at Cincinnati Bengals   | V 49–31            | 2–8                | Paul Brown Stadium      | Recap              |                    |                    |
| 12                | 28 novembre        | Pittsburgh Steelers     | S 16–19 (DTS)      | 2–9                | Ralph Wilson Stadium    | Recap              |                    |                    |
| 13                | 5 dicembre         | at Minnesota Vikings    | S 14–38            | 2–10               | Mall of America Field   | Recap              |                    |                    |
| 14                | 12 dicembre        | Cleveland Browns        | V 13–6             | 3–10               | Ralph Wilson Stadium    | Recap              |                    |                    |
| 15                | 19 dicembre        | at Miami Dolphins       | V 17–14            | 4–10               | Sun Life Stadium        | Recap              |                    |                    |
| 16                | 26 dicembre        | New England Patriots    | S 3–34             | 4–11               | Ralph Wilson Stadium    | Recap              |                    |                    |
| 17                | 2 gennaio          | at New York Jets        | S 7–38             | 4–12               | New Meadowlands Stadium | Recap              |                    |                    |

Nota: gli avversari della propria division sono in grassetto.

## Classifiche
| AFC East                 |    |    |   |      |     |      |     |     |     |
|                          | V  | S  | P | %    | DIV | CONF | PF  | PS  | STR |
| (1) New England Patriots | 14 | 2  | 0 | .875 | 5–1 | 10–2 | 518 | 313 | V8  |
| (6) New York Jets        | 11 | 5  | 0 | .688 | 4–2 | 9–3  | 367 | 304 | V1  |
| Miami Dolphins           | 7  | 9  | 0 | .438 | 2–4 | 5–7  | 275 | 332 | S3  |
| Buffalo Bills            | 4  | 12 | 0 | .250 | 1–5 | 3–9  | 283 | 425 | S2  |